# Lucifer Lane
Lucifer Lane, född 26 april 2014 i Örebro i Örebro län, är en svensk varmblodig travhäst. Han ägs av Christine Larsson. Han tränas av Thomas L. Nilsson och körs av Johan A. Nilsson.
Lucifer Lane inledde karriären i februari 2017 och tog tre raka segrar. Han har till februari 2022 sprungit in 3,9 miljoner kronor på 66 starter varav 20 segrar, 7 andraplats och 8 tredjeplatser. Han tog karriärens hittills största seger i Breeders' Crown (2017). Han har även segrat i Margaretas Tidiga Unghästserie (2017) och Count's Pride Pokalen (2017). Han kom på andraplats i Sprintermästaren (2018) och Legolas Minne (2021) samt på tredjeplats i Gulddivisionens final (dec 2021).